# Fuad al II-lea al Egiptului
Regele Fuad al II-lea al Egiptului și al Sudanului (arabă فؤاد الثاني; n. 16 ianuarie 1952) a fost ultimul rege al Egiptului și Sudanului.

## Biografie
A urcat pe tron la 26 iulie 1952 în urma abdicării tatălui său regele Farouk I.